# کاپری (مجموعه تلویزیونی)
کاپری (ایتالیایی: Capri) یک مجموعهٔ تلویزیونی عاشقانه ایتالیایی است که در سال ۲۰۰۶ منتشر شد.

## گزیدهٔ بازیگران
- گابریلا پسیون
- کاسپار کاپارونی
- سرجو آسیزی
- ایزا دنیلی
- بیانکا گواچرو
- آنتونلا استفانوچی
- کیارا جنسینی
- آلکساندرا دینو
- گابریلیه گرکو
- لوچا بوزه
- باربارا بوشه
- میریام کاندورو